# Attini
Los atinos (Attina) son una tribu de hormigas mirmicinas que cultivan hongos en simbiosis mutualista. Dos de sus géneros, Atta y Acromyrmex, son hormigas cortadoras de hojas.
Este tipo de hormigas posee un importante efecto en la vegetación, pudiendo recolectar varios kilogramos de hojas por día, con los que la colonia cultiva hongos. Las hormigas obreras, se alimentan de savia que toman directamente al cortar la hoja, mientras que el hongo es utilizado para alimentar las larvas.
Las hormigas de esta tribu utilizan una feromona de "trilla" con la cual marcan el camino de vuelta a la colonia y guía al resto de las hormigas a la fuente de hojas.

## Clasificación
- Acromyrmex Mayr, 1865
- Apterostigma Mayr, 1865
- Atta Fabricius, 1804
- †Attaichnus Laza, 1982
- Cyphomyrmex Mayr, 1862
- Kalathomyrmex Klingenberg & Brandão, 2009
- Mycetagroicus Brandão & Mayhé-Nunes, 2001
- Mycetarotes Emery, 1913
- Mycetophylax Emery, 1913
- Mycetosoritis Wheeler, 1907
- Mycocepurus Forel, 1893
- Myrmicocrypta Smith, 1860
- Paramycetophylax Kusnezov, 1956
- Pseudoatta Gallardo, 1916
- Sericomyrmex Mayr, 1865
- Trachymyrmex Forel, 1893

- Datos: Q1938502
- Multimedia: Attini / Q1938502
- Especies: Attini